# Sweeting Homestead
El Sweeting Homestead también conocido como Sweeting Plantation es un sitio histórico ubicado en Biscayne National Park (Florida), Florida. El Sweeting Homestead se encuentra inscrito  en el Registro Nacional de Lugares Históricos desde el 19 de septiembre de 1997.

## Ubicación
El Sweeting Homestead se encuentra dentro del condado de Miami-Dade en las coordenadas 25°26′34″N 80°11′51″O / 25.442778, -80.1975.